# Рыжий козодой
Рыжий козодой (лат. Antrostomus rufus) — вид птиц из семейства настоящих козодоев (Caprimulgidae). Выделяют четыре подвида. Распространены в Центральной и Южной Америке.

## Описание
Длина птицы составляет 25—30 см, масса 87—98 г. Окраска преимущественно рыжевато-коричневая, на задней части шеи охристый «воротник», на горле широкая белая полоса. Верхняя часть тела покрыта тёмно-коричневыми полосами, крылья покрыты тёмно-коричневыми пятнами и полосами, нижняя часть тела покрыта тёмно-коричневыми и белыми пятнами. Белые пятна на крыльях отсутствуют. Три крайние пары рулевых перьев на конце белые, у самок охристые. Представители разных подвидов отличаются оттенком окраски, размерами и количеством пятен.

## Таксономия
Рыжий козодой был описан французским естествоиспытателем Жорж-Луи Леклерком де Бюффоном в 1780 году в работе Histoire Naturelle des Oiseaux. Биноминальное название птица получила в 1783 году, когда нидерландский естествоиспытатель Питер Боддерт классифицировал его под названием Caprimulgus rufus в своем труде Planches Enluminées. Традиционно рыжего козодоя относили к роду козодои (Caprimulgus), однако по результатам ряда молекулярно-генетических исследований он вместе с рядом других видов был переведен в восстановленный род Antrostomus.

## Подвиды
Выделяют четыре подвида:
- A. r. minimus (Griscom & Greenway, 1937) — от юга Коста-Рика до Колумбии и Венесуэлы, остров Тринидад;
- A. r. rufus (Boddaert, 1783) — южная Венесуэла, Гвиана и северная Бразилия;
- A. r. otiosus Bangs, 1911 — остров Сент-Люсия;
- A. r. rutilus Burmeister, 1856 — от южной Бразилии и восточной Боливии до северной Аргентины.

## Распространение и среда обитания
Рыжие козодои обитают в Коста-Рике, Панаме, Колумбии, Венесуэле, Гайане, Суринаме, Французской Гвиане, Боливии, Бразилии, Аргентине, Парагвае, на Тринидад и Тобаго и Сент-Люсии, встречаются в Эквадоре и Перу. Они обитают в сухих и влажных тропических лесах, на опушках, в кустарниковых зарослях, в саваннах и садах. Встречаются на высоте до 1000 м над уровнем моря. Питаются насекомыми, которых ловят в полете, слетают с низко расположенной ветки. Сезон размножения продолжается в Панаме с января по май, на Тринидаде с февраля по май, в Колумбии с апреля по май. Откладывают яйца прямо на голую землю. В кладке 1—2 яйца.